# Luis Ó. Gómez
Luis Óscar Gómez Rodríguez (Guayanilla, 7 de abril de 1943-Ciudad de México, 3 de septiembre de 2017) fue un budólogo, traductor y psicólogo clínico puertorriqueño.

## Trayectoria
Pasó más de tres décadas en la Universidad de Míchigan, trabajando en el Departamento de Lenguas y Culturas Asiáticas, el Programa de Estudios Religiosos y el Departamento de Psicología. En 2007 se trasladó a la Ciudad de México, donde se incorporó como investigador al Centro de Estudios Asiáticos y Africanos de El Colegio de México. Nació en Guayanilla, Puerto Rico.
Gómez obtuvo su Ph.D. en Estudios Budistas, Filología Índica y Lengua y Literatura Japonesas de la Universidad de Yale en 1967. Luego fundó el programa de doctorado sobre Estudios Budistas en la Universidad de Míchigan y recibió el Premio John H. D’Arms por Mentoría Distinguida para Graduados en Humanidades en 1995. En 1997, se convirtió en profesor Arthur F. Thurnau de lenguas y culturas asiáticas.
En 1998, Gómez obtuvo su segundo doctorado en Psicología Clínica de la Universidad de Míchigan después de treinta años del primero.

## Obra selecta
- Barabudur, history and significance of a buddhist monument. University of California.[10]- Gómez, Luis O., & Woodward, Hiram W (1981).
- Oriental wisdom and the cure of souls: Jung and the Indian East. Curators of the Buddha.[11]-Gómez, Luis O. (1995).
- Land of bliss: The paradise of the buddha of measureless light: Sanskrit and chinese versions of the Sukhāvatīvyūha sutras. University of Hawaii Press.[12] -Gómez, Luis O. (1996).
- El budismo como religión de esperanza. observaciones sobre la "lógica" de una doctrina y su mito fundacional. Estudios De Asia y Africa, [13]37(3 (119)), pp. 477-501.- Gómez, Luis O. (2002).
- Luis Ó. Gómez, Camino al despertar. Introducción al camino del boditsatva (Bodhicaryavatara), Ediciones Siruela, 2012. ISBN 978-84-9841-631-2
- La traducción en la didáctica de las lenguas clásicas de Asia: reflexiones preliminares.[14] El Colegio de México - Gómez, Luis O. & García, Roberto E. (2019).
- Diálogo del diamante seguido del diálogo del corazón. Edición Juan Arnau, traducción Luis Ó. Gómez, cartoné, 152 páginas, colección Memoria mundi 159. Ediciones Atalanta. 2023. ISBN 978-84-126014-4-2.[15][16]